# Evansville (Wisconsin)
Evansville ist eine Stadt (mit dem Status „City“) im Rock County im US-amerikanischen Bundesstaat Wisconsin. Im Jahr 2010 hatte Evansville 5012 Einwohner.

## Geografie
Evansville liegt im Süden Wisconsins. Der am Mississippi gelegene Schnittpunkt der drei Bundesstaaten Wisconsin, Iowa und Illinois liegt 135 km westsüdwestlich.
Die geografischen Koordinaten von Evansville sind 42°46′49″ nördlicher Breite und 89°17′57″ westlicher Länge. Das Stadtgebiet erstreckt sich über eine Fläche von 8,57 km². 
Nachbarorte von Evansville sind Stoughton (21,4 km nordnordöstlich), Fulton (17,5 km östlich), Janesville (28,9 km ostsüdöstlich), Footville (18,3 km südöstlich), Orfordville (18,8 km südlich), Brodhead (24,5 km südsüdwestlich), Albany (18,1 km südwestlich) und Brooklyn (12 km nordwestlich).
Die nächstgelegenen Großstädte sind Wisconsins Hauptstadt Madison (36,3 km nordnordwestlich), Milwaukee (135 km ostnordöstlich), Chicago (196 km südöstlich) und Rockford (68,1 km südsüdöstlich).

## Verkehr
In Evansville treffen der U.S. Highway 14 sowie die Wisconsin State Highways 59 und 213 zusammen. Alle weiteren Straßen sind untergeordnete Landstraßen, teils unbefestigte Fahrwege sowie innerörtliche Verbindungsstraßen.
In Evansville befindet sich der westliche Endpunkt einer Nebenstrecke der Union Pacific Railroad. 
Mit dem Southern Wisconsin Regional Airport in Janesville liegt 38,3 km südöstlich ein kleiner Flughafen. Die nächsten Verkehrsflughäfen sind der Dane County Regional Airport in Madison (45,9 km nördlich) und der Chicago Rockford International Airport (76,8 km südsüdöstlich).

## Bevölkerung
Nach der Volkszählung im Jahr 2010 lebten in Evansville 5012 Menschen in 1942 Haushalten. Die Bevölkerungsdichte betrug 584,8 Einwohner pro Quadratkilometer. In den 1942 Haushalten lebten statistisch je 2,54 Personen. 
Ethnisch betrachtet setzte sich die Bevölkerung zusammen aus 96,0 Prozent Weißen, 0,8 Prozent Afroamerikanern, 0,5 Prozent amerikanischen Ureinwohnern, 0,7 Prozent Asiaten sowie 0,5 Prozent aus anderen ethnischen Gruppen; 1,5 Prozent stammten von zwei oder mehr Ethnien ab. Unabhängig von der ethnischen Zugehörigkeit waren 3,6 Prozent der Bevölkerung spanischer oder lateinamerikanischer Abstammung. 
29,3 Prozent der Bevölkerung waren unter 18 Jahre alt, 59,4 Prozent waren zwischen 18 und 64 und 11,3 Prozent waren 65 Jahre oder älter. 51,1 Prozent der Bevölkerung war weiblich.
Das mittlere jährliche Einkommen eines Haushalts lag bei 62.250 USD. Das Pro-Kopf-Einkommen betrug 24.059 USD. 8,6 Prozent der Einwohner lebten unterhalb der Armutsgrenze.

## Bekannte Bewohner
- Burr W. Jones (1846–1935), demokratischer Abgeordneter des US-Repräsentantenhauses, geboren und aufgewachsen in Evansville
- Richard F. Pettigrew (1848–1926), republikanischer Abgeordneter in beiden Häusern des  US-Kongresses, ging in Evansville zur Schule